# NGC 5861
NGC 5861 је спирална галаксија у сазвежђу Вага која се налази на NGC листи објеката дубоког неба.
Деклинација објекта је - 11° 19' 20" а ректасцензија 15h 9m 16,2s. Привидна величина (магнитуда) објекта NGC 5861 износи 11,6 а фотографска магнитуда 12,3. Налази се на удаљености од 29,343 милиона парсека од Сунца. NGC 5861 је још познат и под ознакама MCG -2-39-3, IRAS 15065-1107, PGC 54097.